# Синхалези
Синхалези (санскрит siṃha - лав) су се на Шри Ланку доселили у петом веку и данас чине 75% становништва. Говоре синхалеским језиком, који спада у индоаријску групу индоевропске породице језика. Од укупно 15 милиона Синхалеза у свету, 14,1 милион живи на Шри Ланки, 400.000 у Саудијској Арабији и 150.000 у Великој Британији. По вероисповести су углавном теравада будисти.
Осталих 25% становништва Шри Ланке чине углавном Тамили и муслимани који говоре тамилским језиком из групе дравидских језика. Тамили су по вероисповести су већином хиндуисти.
Синхалези, као и Бенгалци који живе у Бангладешу и Западном Бенгалу, поседују генетску повезаност са аустроазијским народима преко тока гена из источне и североисточне Индије.